# 提基亚清真寺
提基亚清真寺 (阿拉伯语：‎）是叙利亚大马士革的一座清真寺，位于巴拉达河河岸。，包括庭院西南侧的一个大清真寺，两侧拱廊，庭院西北部的厨房，以及慈善机构。

## 历史
这座清真寺是由苏莱曼大帝下令建造，由建筑师科查·米馬爾·希南设计于1554年和1560年之间。它被形容为“大马士革最好的奥斯曼建筑”。

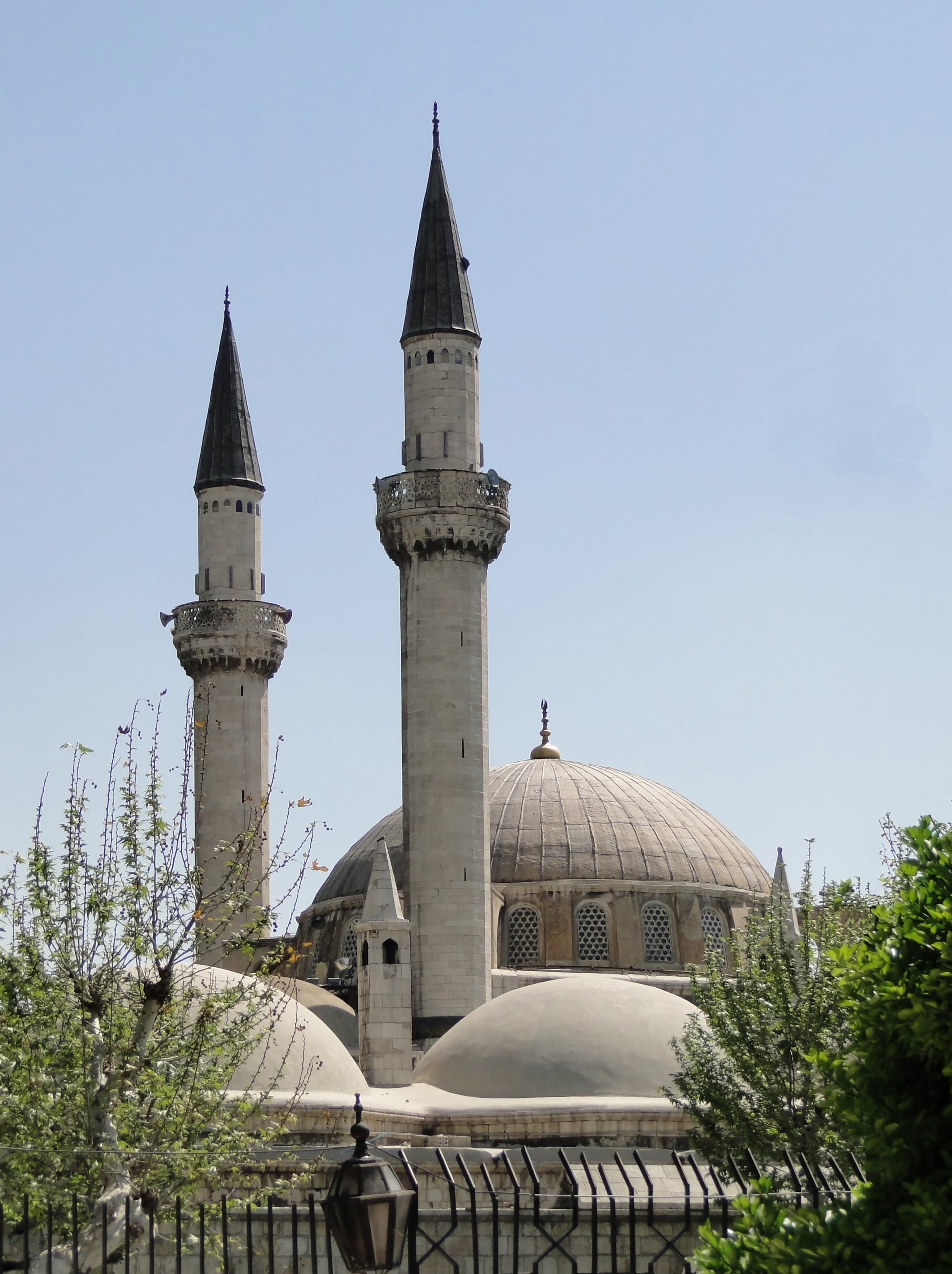
叫拜楼

奥斯曼帝国末代苏丹穆罕默德六世埋葬在清真寺旁的墓地。